# Joseph Monier
Joseph Monier (8. listopadu 1823 Saint-Quentin-la-Poterie – 13. března 1906 Paříž) byl francouzský zahradník, který roku 1867 získal patent na železobeton.

## Život
Od sedmnácti let pracoval jako zahradník pro vévodu z Uzès, číst a psát se naučil až v dospělosti. Od roku 1846 pracoval v Jardin des Tuileries. Ve snaze vyrobit květináče odolné vůči změnám počasí přišel na myšlenku spojení cementu a kostry z drátěného pletiva (nebyl ovšem první, již roku 1848 však Joseph-Louis Lambot spustil na vodu loď, jejíž trup byl tvořen kovem a cementem). Svůj objev si nechal patentovat a slavil s ním úspěch na pařížské Světové výstavě 1867. Z nového materiálu začal ve své firmě vyrábět také nádrže na vodu, potrubí a obkládací panely, v roce 1875 byl na zámku Chazelet postaven první železobetonový most na světě. François Hennebique pak navrhl využití Monierova vynálezu při stavbě budov.
Na tradici Monierova rodinného podniku navazuje firma Braas Monier. V němčině se podle něj betonářská výztuž nazývá „moniereisen“.